# Kabinett Pak Pong-ju II
Das Kabinett Pak Pong-ju II bildete vom 1. April 2013 bis zum 9. April 2014 die Regierung der Demokratischen Volksrepublik Korea. Sie löste das Kabinett Ch’oe Yŏng-rim ab.
Pak Pong-ju kehrte damit nach sechs Jahren wieder in die Funktion des Regierungschefs zurück. Er wurde am 1. April 2013 von der Siebenten Sitzung der Volksversammlung zum Vorsitzender des Ministerrats gewählt und legte seinen Amtseid vor der Obersten Vollversammlung ab. Von 2003 bis 2007 hatte er dieses Amt schon zuvor inne.
Die Rolle der Regierung Nordkoreas ist im Vergleich zu anderen Ländern eingeschränkt. Die Regierungsgewalt wird hauptsächlich von der Nationalen Verteidigungskommission unter ihrem Vorsitzenden Kim Jong-un ausgeübt.
| Amt | Name |
| --- | --- |
| Vorsitzender des Ministerrates                                                                                      | Pak Pong-ju |
| Vorsitzender der Staatlichen Planungskommission (ex officio auch Stellvertreter des Vorsitzenden des Ministerrates) | Ro Tu-ch'ŏl |
| weitere Stellvertreter des Vorsitzenden des Ministerrates                                                           | Han Kwang-bok, Jo Pyong-ju, Jon Sung-hun, Kang Nung-su, Kang Sok-ju, Kim In-sik, Kim Yong-jin, Ri Chol-man, Ri Mu-yong |
| Leiter des Sekretariats des Ministerrates                                                                           | Han Hyo-yon |
| Minister für Landwirtschaft                                                                                         | Ri Chol-man |
| Minister für Atomenergie und Industrie                                                                              | ? |
| Minister für Chemische Industrie                                                                                    | Ri Mu-yong |
| Minister für Kohleindustrie                                                                                         | Ri Yong-yong |
| Minister für Handel                                                                                                 | Ri Seong-ho |
| Minister für Bau- und Baustoffindustrie                                                                             | Tong Jong-ho |
| Minister für Ölindustrie                                                                                            | Pae Hak |
| Minister für Kultur                                                                                                 | Hong Kwang-sun |
| Minister für Elektrizität                                                                                           | Kim Man-su |
| Minister für Elektronikindustrie                                                                                    | Kim Jae-seong |
| Minister für Finanzen                                                                                               | Choe Kwang-jin |
| Minister für Fischereiwirtschaft                                                                                    | Ri Hyok |
| Minister für Nahrungsmittel und der Industrie des täglichen Bedarfs                                                 | Jo Yong-chol |
| Minister des Auswärtigen                                                                                            | Pak Ui-ch'un |
| Minister für Außenhandel                                                                                            | Ri Ryong-nam |
| Minister für Forstwirtschaft                                                                                        | Kim Kwang-yong |
| Minister für Erziehungswesen                                                                                        | Thae Hyong-chol |
| Minister für Arbeit                                                                                                 | Jong Yong-su |
| Minister für Natur- und Umweltschutz                                                                                | Kim Kyong-jun |
| Minister für Überlandverkehr und Schifffahrt                                                                        | Kang Jong-gwan |
| Minister für Leichtindustrie                                                                                        | An Jong-su |
| Minister für Maschinenbauindustrie                                                                                  | Ri Jong-guk |
| Minister für Metallindustrie                                                                                        | Han Hyo-yon |
| Minister für Bergbau                                                                                                | Kang Min-chol |
| Minister für Körperkultur und Sport                                                                                 | Ri Jong-moo |
| Minister für Post und Telekommunikation                                                                             | Sim Chol-ho |
| Minister für Nahrungsmittelbeschaffung und -verwaltung                                                              | Mun Ung-jo |
| Minister für Gesundheitswesen                                                                                       | Kang Ha-guk |
| Minister für Eisenbahnwesen                                                                                         | Jon Kil-su |
| Minister für Staatliche Bauaufsicht                                                                                 | Kwon Song-ho |
| Minister für Staatliche Kontrolle                                                                                   | Kim Ui-sun |
| Minister für Staatliche Ressourcenentwicklung                                                                       | Ri Chun-sam |
| Minister für Städtebau                                                                                              | Kang Yong-su |
| Vorsitzender der Erziehungskommission                                                                               | Kim Sung-du |
| Vorsitzender der Staatlichen Kommission für Wissenschaft und Technologie                                            | Choe Sang-gon |
| Präsident der Staatlichen Akademie der Wissenschaften                                                               | Jang Chol |
| Direktor des Staatlichen Statistikamtes                                                                             | Kim Chang-su |
| Präsident der Zentralbank                                                                                           | Paek Ryong-chon |